# Estret de Litke
L'estret de Litke (en rus: Пролив Литке, Proliv Litke) és un estret localitzat en aigües del golf de Karaguinski, al mar de Bering, davant de costa occidental de la península de Kamtxatka, que separa l'illa Karaguinski del continent. Administrativament depèn del krai de Kamtxatka de la Federació de Rússia. Fa entre 27 i 73 quilòmetres d'amplada. A la part continental de l'estret hi ha la petita localitat d'Ossora.
Porta el nom en record de Fiódor Litke, un reputat navegant, geògraf i explorador de l'Àrtida rus.